# Koto (Holz)

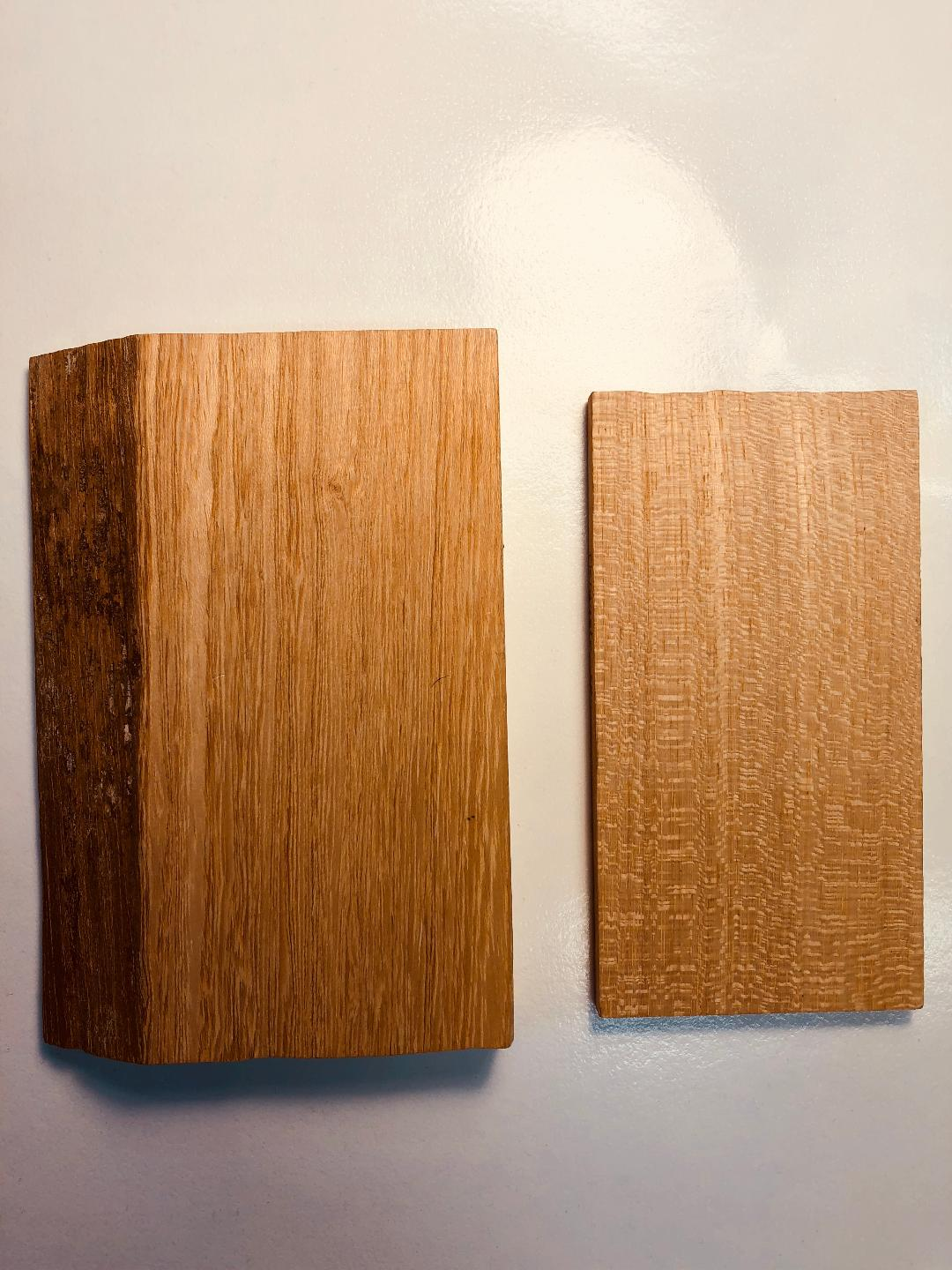
Grundfläche Pterygota macrocarpa

Koto ist die Bezeichnung  einer Holzart von Bäumen einiger Arten der Gattung Pterygota, zum Beispiel Pterygota macrocarpa, aus der Familie der Malvaceae (Malvengewächse) und der Unterfamilie der Sterkuliengewächse. Allgemein sind diese Bäume in tropischen Regionen vorkommend und deren Holz wird besonders für dekorative Furniere verwendet.

## Beschreibung
Kotobäume haben eine natürliche Vorkommen in tropischen Regionen wie in Westafrika, Süd- und Mittelamerika, Süd- und Südostasien, sowie in Madagaskar. Sie werden als wichtige Importhölzer gehandelt, die meisten aus Westafrika und Südostasien stammend. Bäume der Gattung Pterygota sind Laubbäume und erreichen eine Höhe von bis zu 50 m mit einem Durchmesser von bis zu 120 cm.

## Holz

### Farbe und Struktur

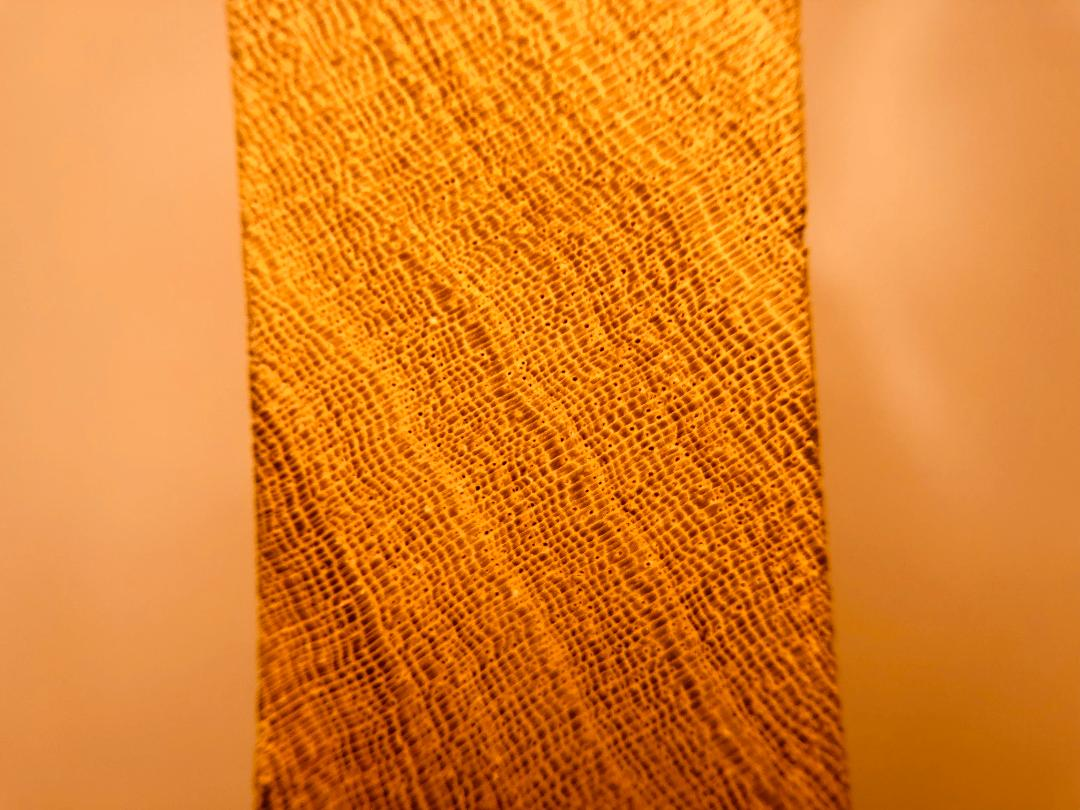
Querschnitt vom Pterygota macrocarpa

Die Farbe, Struktur und Eigenschaften der Hölzer, je nach Herkunft und Art, unterscheiden sich nur marginal, sodass diese für die gesamte Gattung beschrieben werden kann. Das Kernholz ist im saftfrischen Zustand hell gelblich und vom Splintholz nur schwer zu unterscheiden, welches im Laufe der Zeit nur geringfügig nachdunkelt. Im Querschnitt sind die weißen bis hell gelblichen Parenchymbänder sowie die zerstreut angenordeten Poren makroskopisch erkennbar. Auf den Tangentialflächen lassen sich feine Strichelungen erkennen, die durch die Holzstrahlen hervorgerufen werden.

### Bearbeitbarkeit
| Technische Holzdaten | Technische Holzdaten |
| -------------------- | -------------------- |
| Rohdichte            | 0,56 g/cm³           |
| Elastizitätsmodul    | 9000 N/mm²           |
| Druckfestigkeit      | 49 N/mm²             |
| Zugfestigkeit        | 95 N/mm²             |
| Biegefestigkeit      | 86 N/mm²             |

Koto ist ein mäßig schweres Holz und bereitet bei der maschinellen Bearbeitung keine Schwierigkeiten. Lediglich mineralische Einlagerungen können zu einem schnellen Abstumpfen der Werkzeuge führen. Es lässt sich gut verleimen, nageln sowie schrauben und durch der natürlich hellen Grundfarbe leicht in verschiedene Tönungen beizen.

### Trocknung
Die Trocknung sollte relativ langsam erfolgen, dadurch wird der Gefahr von Verformungen oder Rissbildungen, welche bei Koto relativ gering ist, entgegengewirkt. Bei zu schneller Trocknung könnten jedoch Qualitätseinbußen vermehrt auftreten.

### Natürliche Dauerhaftigkeit
Das Holz ist nicht sehr dauerhaft, da es an frischen oder feuchten Standorten anfällig für Pilze und Insekten ist. Auch Verfärbungen sind möglich (blaue Flecken). Der Auftrag von Holzschutzmitteln ist jedoch unkompliziert. Generell sollte daher das Holz nur im Innenbereich verwendet werden.

### Verwendung
Verwendung im Innenbereich an trockenen Standorten für nicht-tragende Zwecke. Überwiegend als Vollholz für den Möbel- und Innenausbau, Profilholz für Decken und Wandverkleidungen, Leisten für Bilderrahmen. Als Messerfurnier wird das Holz als flächiges Element für Wände, Decken und Türen verwendet; Schälfurniere werden in den Ursprungsländern zu dekorativem und Industriesperrholz verarbeitet.

### Austausch
Als Austauschhölzer werden andere hellfarbige Hölzer verwendet. Beispiele dafür sind Ramin, Limba oder, wenn gedämpft (führt zu einer Eichen-ähnlichen Färbung), Eiche im Möbel- oder Verkleidungsbereich.

### Anmerkung
Durch Dämpfung des Holzes erhält Koto die eichenähnliche, gelblich braune Tönung. Das so hergestellte Holz wird unter den Namen „Anatolia“ oder „Antolia“ vermarktet.
Das Einatmen des Holzstaubes kann bei einigen wenigen Personen Verdauungsbeschwerden hervorrufen.